# Klosterweiher (Wald)
Der Klosterweiher ist ein Stillgewässer in der baden-württembergischen Gemeinde Wald im Landkreis Sigmaringen in Deutschland.

## Lage
Der rund ein Hektar große Klosterweiher, in der Ortsmitte auf einer Höhe von 655 m ü. NHN gelegen, gehört naturräumlich zum Linzgau. Er ist in Besitz des Klosters Wald.

## Hydrologie

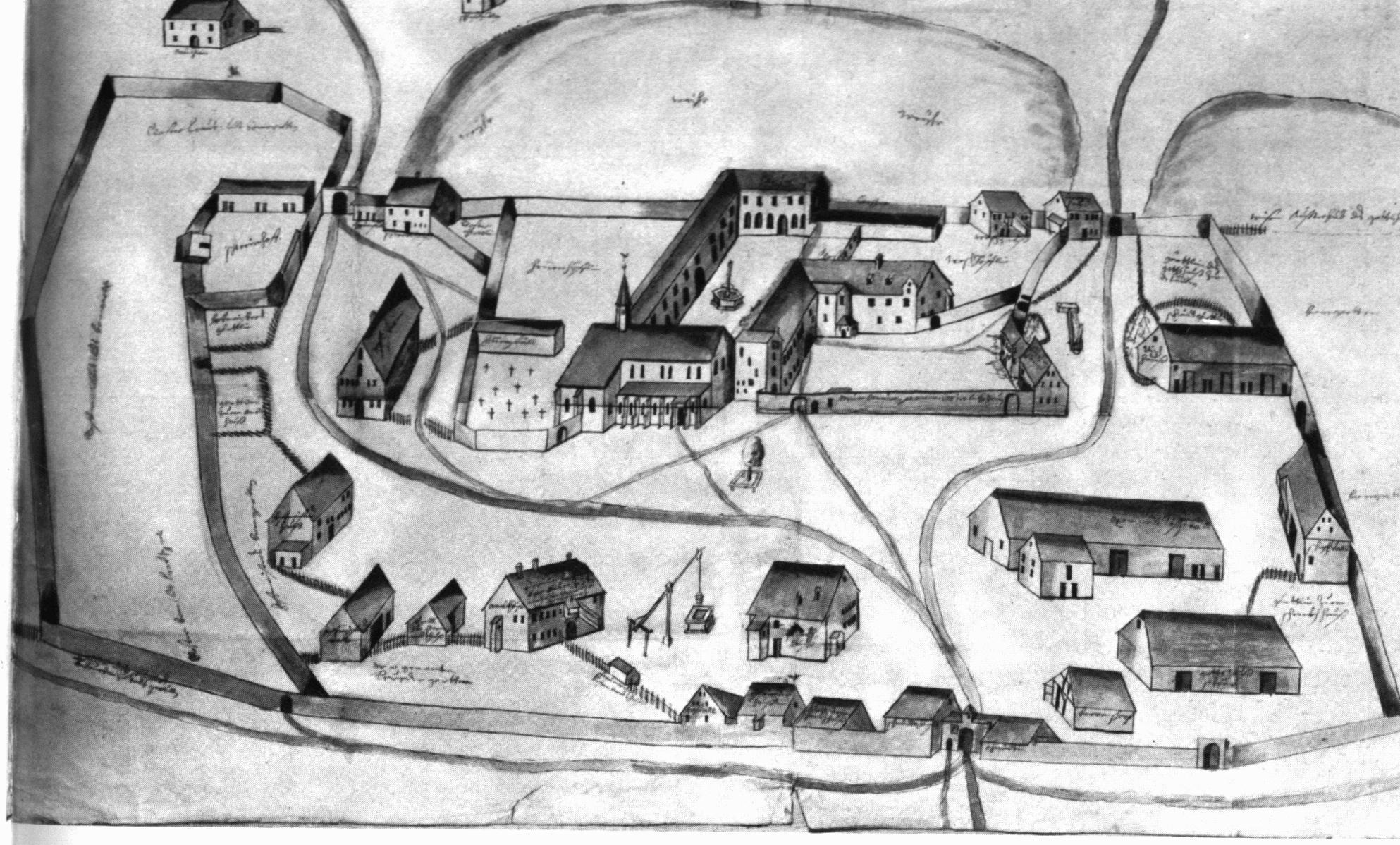
Klosteranlage mit Weiher oberhalb, um 1685

Der Klosterweiher wurde ehemals als Mühlweiher des Klosters angelegt, die Regulierung wird mit einem Mönch gesteuert, über den Damm führt heute die L 212 Pfullendorf–Meßkirch. Gleichzeitig gibt es am südöstlichen Ufer einen Überlauf. Sein Einzugsgebiet erstreckt sich auf 246 Hektar westlich des Dorfes. Die Größe der Wasserfläche beträgt 1,0 Hektar, bei einer durchschnittlichen Tiefe von 2,7 Meter und einer maximalen Tiefe von 3,9 Meter ergibt sich ein Volumen von rund 26.700 Kubikmeter.
Der Zulauf des Weihers erfolgt über den Burraubach, der Abfluss über Burraubach, Kehlbach, Andelsbach und Ablach zur Donau und damit ins Schwarze Meer.

## Ökologie
Seit 2000 ist Wald mit dem Klosterweiher am Aktionsprogramm zur Sanierung oberschwäbischer Seen beteiligt. Ein wichtiges Ziel dieses Programms ist, Nährstoffeinträge in Bäche, Seen und Weiher zu verringern und die Gewässer dadurch in ihrem Zustand zu verbessern und zu erhalten.
Das Einzugsgebiet des Klosterweihers wird zu 25 Prozent für die Wald- und 55 Prozent für die Landwirtschaft – davon 55 % Grünland und 45 % Ackerland – genutzt.
| Jahr                                     | 2000*  | 2001   | 2008  | 2013   | 2018  | 2022   |
| Gesamt PO4-Phosphor (µg/l)               | 109,00 | 174,00 | 67,00 | 143,00 | 94,00 | 101,00 |
| Chlorophyll a (µg/l)                     | 45,00  | 61,00  | 31,00 | 31,00  |       |        |
| Chlorophyll a-Spitze (µg/l)              | 77,00  | 187,00 | 62,00 | 62,00  |       |        |
| anorganischer Gesamt-Stickstoff a (mg/l) |        | 0,94   | 1,05  | 1,04   |       |        |
| Sichttiefe (m)                           | 0,60   | 0,50   | 1,30  | 1,30   |       |        |
| Trophiestufe                             |        |        |       |        |       | p1     |
| * nur sechs Messungen                    |        |        |       |        |       |        |

## Weiherwanderweg
Am Klosterweiher befindet sich der Startpunkt des 2008 angelegten, fünf Kilometer langen Weiherwanderwegs, der verschiedene ehemalige und bestehende Weiher des Klosters miteinander verbindet, unter anderem den Schafbrühlweiher. 